# Whataburger
Whataburger este un lanț de restaurante de tip fast food care servește în mod special hamburgeri. A fost fondat în 1950 în orașul Corpus Christi, Texas, SUA.